# Teucro (filho de Escamandro)
Teucro, na mitologia grega, foi um filho de Escamandro, a divindade do rio com o mesmo nome, e da ninfa Ida. Ele tornou-se rei da região que passou a se chamar Têucria. A sua filha Bátia casou com Dardano e Teucro deu-lhe terras, onde fundou uma cidade chamada Dardanus; após a morte de Teucro, Dardano o sucedeu e chamou a terra de Dardânia.
Segundo Fanodemo, citado por Dionísio de Halicarnasso, Teucro era natural da Ática, e pertencia à deme Xípete. Teucro ficou feliz com a chegada de Dardano e os gregos, pois eles o ajudariam na luta contra os bárbaros e porque ele não queria ver a terra desocupada.